# Arugisa lutea
Arugisa lutea är en fjärilsart som beskrevs av Smith 1900. Arugisa lutea ingår i släktet Arugisa och familjen nattflyn. Inga underarter finns listade i Catalogue of Life.